# Ґемерска Паніца
Ґемерска Паніца (словац. Gemerská Panica) — село в окрузі Рожнява Кошицького краю Словаччини, історична область Гемера. Площа села 14,92 км². Станом на 31 грудня 2016 року в селі проживало 633 жителів.

## Історія
Перші згадки про село датуються 1247 роком.

## Географія
Протікає річка Соградь.

## Населення
| Рік:            | 1994. | 2004.   | 2014.   | 2024.    |
| --------------- | ----- | ------- | ------- | -------- |
| Кількість осіб: | 732   | 707     | 644     | 568      |
| Різниця:        |       | -3,41 % | -8,91 % | -11,80 % |

| Рік:            | 2023. | 2024.   |
| --------------- | ----- | ------- |
| Кількість осіб: | 578   | 568     |
| Різниця:        |       | -1,73 % |